# Dublin Women's Suffrage Association
De Dublin Women's Suffrage Association was een organisatie voor vrouwenkiesrecht die opgericht werd in Dublin in 1874. De eerste secretarissen waren Anna Haslam en Miss McDowell.
De naam van de organisatie werd verschillende keren gewijzigd: eerst naar Dublin Women's Suffrage and Poor Law Guardian Association, toen vrouwen zich verkiesbaar mochten stellen als Poor Law Guardians, vervolgens naar Dublin Women's Suffrage and Local Government Association toen ze zich ook verkiesbaar mochten stellen in lokale kiesdistricten en in 1898 naar Irish Women's Suffrage and Local Government Association in de tijd dat de organisatie aan het uitbreiden was.
De organisatie voerde zowel campagne voor het vrouwenkiesrecht als voor het verbeteren van de positie van vrouwen in de lokale politiek.
Prominente leden van de organisatie in de 20e eeuw waren onder andere Lady Margaret Dockrell, Bridget Dudley Edwards en Mary Hayden. Prominente aanhangers waren onder andere Charles Cameron, Sir Andrew Reed, en parlementsleden William Redmond en William Field.
Na de Sex Disqualification (Removal) Act (1919) werd Lady Dockrell een van de eerste vrouwelijke Justices of the Peace.